# Municipio de Tingüindín
El municipio de Tingüindín es uno de los 113 municipios en que se divide el estado mexicano de Michoacán. Su cabecera municipal es la localidad homónima.

## Toponimia
El nombre Tingüindín proviene de la expresión indígena que se interpreta como ‘lugar de adoración’. Se ha propuesto que es una castellanización del topónimo «Tzinguitzuri».Cecilio Robelo, en su obra Toponimia Tarasco-Hispano-Nahoa señala la grafía alternativa «Tinguindin» e indica que proviene del purépecha y se traduce como ‘donde se arrodillan’.

## Historia
Poblado de origen prehispánico, sus habitantes sirvieron a los purépechas bajo el mando de Tangánxoan, en las luchas libradas contra los mexicas.
Durante la colonia, el lugar fue conquistado por Cristóbal de Olid en 1533 y se constituyó en «República de Indios», instalándose Alcaldía Mayor y Corregimiento tributario. La doctrina les fue administrada por Hernando de Alfaro, quien les enseñó el castellano, de modo que entraron a un temprano comercio con los españoles, intercambiando añiles, maíz, trigo y legumbres.
En 1581, el pueblo contaba con templo parroquial y hospital, 460 indios tributaban al rey y la población había disminuido por pestes y otras enfermedades.
Para el siglo XVII la población continuó siendo cabecera del partido de indios y se administraba la religión en su lengua (purépeha). Dependían de Tingüindín los pueblos de Santiago Atupan sujeto a encomienda, San Miguel Tacatzcuaro, San Juan Pamatácuaro y Santiago Tzicuicho. Todas estas poblaciones contaban con capilla y hospital.
En 1822, formó parte del partido de Jiquilpan, contaba con 3 443 habitantes y con Ayuntamiento debido al número de sus pobladores. El curato contaba con dos sacerdotes. Se dice que después de la independencia, en Tingüindín se acuñaban monedas de cobre. El pueblo fue elevado a la categoría de municipio por la Ley Territorial de 1831 y fue integrante del departamento de Zamora.
Durante la intervención francesa, fue escenario de uno de los combates entre franceses y las fuerzas del general García Pueblita, el 17 de junio de 1865. En 1862 se le concedió el título de villa y a partir del 18 de enero de ese año llevó el nombre de «Tingüindín de Argándar», en honor a uno de los diputados al Congreso Constituyente de 1814.
El 19 de junio de 1869, dejó de formar parte del distrito de Los Reyes y se integró al de Jiquilpan.
En la época de la dictadura porfirista, sus comunidades indígenas sufrieron despojos de tierras y conflictos agrarios. En contraste con esta situación, en la cabecera municipal se introducían mejoras al utilizar a los presos como mano de obra. En 1892, Tingüindín contó con electricidad y 10 años más tarde, en 1902, llegó el ferrocarril.
En la Revolución, sus pobladores participaron en la lucha armada. La población fue atacada varias veces por Inés Chávez García.
A pesar de la Revolución continuaban los despojos agrarios y fue hasta 1930, que hubo dotación de tierras Ejidales al Rincón Chino y Guáscuaro. En 1940, se dotó a San Ángel, el Litigio y Aquiles Serdán. En 1944 a Tingüindín, en 1952 a Tacatzcuaro y en 1966 a El Tecolote.

## Geografía
El municipio de Tingüindín está ubicado en el noroeste del estado de Michoacán. Tiene una extensión territorial total de 174.09 (0.29 % de superficie del estado).
Limita al norte con los municipios de Villamar y Tangamandapio; al este con los municipios de Tangamandapio y Los Reyes; al sur con los municipios de Los Reyes y Tocumbo; al oeste con los municipios de Tocumbo, Cotija y Villamar.
La ciudad de Tingüindín, cabecera del municipio, se encuentra aproximadamente en la ubicación 19°44′19″N 102°29′10″O / 19.73861, -102.48611, a una altitud de 1674 m s. n. m., y a una distancia de 190 km de la capital del estado.
Junto con los municipios de Aguililla, Apatzingán, Buenavista, Cotija, Parácuaro, Peribán, Los Reyes, Tepalcatepec y Tocumbo, forma parte de la región socioeconómica 5. Tepalcatepec.
Clima
Su clima es tropical y templado, con lluvias en verano. Tiene una precipitación pluvial anual de 1100 milímetros cúbicos y temperaturas que oscilan de 6 a 21º grados centígrados. 
Orografía
El relieve está constituido por el Eje Neovolcánico, el Cerro Patamban, Cerro Grande y Cerro de la Vacas. 
Hidrografía
Su hidrografía está constituida por los ríos San Antonio, Del Muerto y El Tequila. 
Ecosistemas
En el municipio domina el bosque tropical caduco, con parota, cirián, guaje, ceiba, guayan, cascalote y el bosque mixto con pino, encino, aile, freno y cedro. Su fauna se conforma por liebre, zorrillo, tlacuache, cacomixtle, comadreja, tejón, tusa, armadillo, coyote, conejo, ardilla, venado, pato y guajolote silvestre. 

## Demografía
La población total del municipio de Tingüindín es de 14 934 habitantes, lo que representa un crecimiento promedio de 1 % anual en el período 2010-2020 sobre la base de los 13 511 habitantes registrados en el censo anterior. Al año 2020 la densidad del municipio era de 86,44 hab/km².
| Gráfica de evolución demográfica de Municipio de Tingüindín entre 2000 y 2020 |
|                                                                               |
| Fuente: Instituto Nacional de Estadística Geografía e Informática             |

En el año 2010 estaba clasificado como un municipio de grado bajo de vulnerabilidad social, con el 10.05 % de su población en estado de pobreza extrema.
La población del municipio está mayoritariamente alfabetizada (10.95 % de personas analfabetas al año 2010) con un grado de escolarización en torno de los 6.5 años. Solo el 7.24 % de la población se reconoce como indígena.
El 97.34 % de la población profesa la religión católica. El 1.18 % adhiere a las iglesias protestantes, evangélicas y bíblicas.

### Localidades
En el censo de 2020 el municipio de Tingüindín contaba con 23 localidades.
| Código INEGI    | Localidad           | Población (2020) |
| --------------- | ------------------- | ---------------- |
| 160910001       | Tingüindín          | 7 788            |
| 160910012       | Tacátzcuaro         | 2 388            |
| 160910004       | Guáscuaro de Múgica | 1 049            |
| 160910002       | Aquiles Serdán      | 569              |
| 160910010       | San Juanico         | 515              |
| 160910020       | Tata Lázaro         | 467              |
| 160910025       | Los Laureles        | 414              |
| 160910021       | San Miguel          | 376              |
| 160910009       | Rincón del Chino    | 262              |
| 160910013       | El Tecolote         | 222              |
| 160910006       | El Mercado          | 200              |
| 160910019       | Barrio Alto         | 186              |
| 160910022       | Colonia Morelos     | 172              |
| 160910003       | Chucandirán         | 136              |
| 160910007       | El Moral            | 92               |
| 160910026       | La Mesa de Molina   | 34               |
| 160910018       | El Purengue         | 16               |
| 160910005       | El Letijio          | 11               |
| 160910030       | Patamburapio        | 9                |
| 160910028       | Huerta Salinas      | 6                |
| 160910032       | Huerta Rosman       | 5                |
| 160910029       | El Rodeo            | 3                |
| Total municipal | Total municipal     | 14 934           |

## Educación y salud
En 2010, el municipio contaba con escuelas preescolares, primarias, secundarias, dos escuelas de formación media (bachilleratos) y cinco escuelas primarias indígenas. Las unidades médicas en el municipio eran 4, con un total de personal médico de 9 personas.
El 34.7 % de la población de 15 años o más (4510 personas) no había completado la educación básica, carencia social calificada como rezago educativo. El 47.5 % de la población (6172 personas) no tenía acceso a servicios de salud.

## Economía
La economía del municipio está basada en la cosecha de aguacate y el cultivo de maíz y trigo.

## Personajes ilustres
- Francisco José Múgica Velázquez (1884-1954). General revolucionario y constituyente, Gobernador de Tabasco y Michoacán, Diputado Constituyente al Congreso de Querétaro, cuya carta magna de 1917 firmó.
- Miguel Prado Paz (1905). Músico.
- Ponciano Pulido (1842-1930). Revolucionario.
- Francisco de P. Mendoza y Herrera (1852-1923). Arzobispo.
- Manuel Ochoa (1868-1938). Abogado y poeta.
- Ponciano Pulido (1882-1890). Ingeniero y escritor, publicó el libro La Enseñanza Católica que fue sensacional en su tiempo (1915).

## Cultura
La fiesta principal toma lugar el 15 de agosto en honor a la Asunción de la Virgen María.

## Presidentes municipales
- Jose Oseguera Corral

- Pedro Palafox
- Francisco Carabez
- Antonio Diego Estrada
- Jesus Quintero Godinez
- Francisco Zepeda Salas
- Alfredo Avalos Sanchez
- Jose Guizar Mendez
- Francisco González Méndez
- Alfonso López Cañedo
- Luis Pulido Carabez
- Ramón Quintero Oseguera
- Francisco Avalos Sánchez
- Jesús Arévalo García
- Alfonso Zepeda Guizar
- Javier Quintero Alvarez
- Alfonso Zepeda Guizar
- Elías Oseguera Arévalo
- Marcelino Velázquez Guizar
- Salvador Andrade Pulido
- José Andrade Pulido
- Arnulfo Julián Bolaños
- Ma. Guadalupe Pardo Zepeda
- Reynaldo Herrera Ayala
- Zeferino Andrade Capilla
- Nohelia Linares González
- Ignacio Ramos Medina
- Fernando Pulido Maciel
- Edgar Emanuel Espinoza Rodríguez
- Salvador Garcia Palafox
- Glenda Mendoza Cruz